# Anelosimus octavius
Anelosimus octavius är en spindelart som beskrevs av Ingi Agnarsson 2006. Anelosimus octavius ingår i släktet Anelosimus och familjen klotspindlar. Inga underarter finns listade i Catalogue of Life.